# Gramkroken
Gramkroken ist ein gebogener Gebirgskamm in der Heimefrontfjella des ostantarktischen Königin-Maud-Lands. Er erstreckt sich im Nordosten der Sivorgfjella.
Wissenschaftler des Norwegischen Polarinstituts benannten ihn 1967 nach Harald Gram (1887–1961), einem Anführer der Widerstandsbewegung gegen die deutsche Besatzung Norwegens im Zweiten Weltkrieg.